# Deuxième circonscription de la préfecture de Yamagata
La deuxième circonscription de la préfecture de Yamagata (山形県第2区, Yamagata-ken dai-ni-ku) est l'une des trois circonscriptions législatives que compte la préfecture de Yamagata au Japon.

## Description géographique
Entre 1994 et 2002, la deuxième circonscription de la préfecture de Yamagata regroupait les villes de Yonezawa, Sagae, Nagai et Nan'yō, les districts de Higashiokitama et Nishiokitama et une partie du district de Nishimurayama comprenant les bourgs de Nishikawa, Asahi et Ōe.
Depuis 2002, elle réunit les villes de Yonezawa, Sagae, Murayama, Nagai, Higashine, Obanazawa et Nan'yō et les districts de Nishimurayama, Kitamurayama, Higashiokitama et Nishiokitama,.

## Députés
| Législature | Début de mandat | Fin de mandat | Député élu           | Parti politique | Parti politique |
| ----------- | --------------- | ------------- | -------------------- | --------------- | --------------- |
| 41e         | 1996            | 2000          | Takehiko Endō (ja)   |                 | SE              |
| 42e         | 2000            | 2003          | Takehiko Endō (ja)   |                 | PLD             |
| 43e         | 2003            | 2005          | Takehiko Endō (ja)   |                 | PLD             |
| 44e         | 2005            | 2009          | Takehiko Endō (ja)   |                 | PLD             |
| 45e         | 2009            | 2012          | Yōsuke Kondō (ja)    |                 | PDJ             |
| 46e         | 2012            | 2014          | Norikazu Suzuki (ja) |                 | PLD             |
| 47e         | 2014            | 2017          | Norikazu Suzuki (ja) |                 | PLD             |
| 48e         | 2017            | 2021          | Norikazu Suzuki (ja) |                 | PLD             |
| 49e         | 2021            | 2024          | Norikazu Suzuki (ja) |                 | PLD             |
| 50e         | 2024            | -             | Norikazu Suzuki (ja) |                 | PLD             |